# Caraglio
Caraglio (piemontesisch Caraj, okzitanisch Caralh) ist eine italienische Gemeinde in der Provinz Cuneo (CN), Region Piemont.

## Lage und Einwohner
Caraglio liegt 11 km westlich von der Provinzhauptstadt Cuneo auf einer Höhe von 638 m über dem Meeresspiegel, nahe der Grana. Das Gemeindegebiet umfasst eine Fläche von 41,68 km² und hat 6773 Einwohner (Stand 31. Dezember 2023). Die Gemeinde besteht aus den Fraktion und Circoscrizione (Frazioni) Vallera, Bottonasco, Paniale, Paschera San Carlo, Paschera San Defendente und San Lorenzo.
Die Nachbargemeinden sind Bernezzo, Busca, Cervasca, Cuneo, Dronero, Montemale di Cuneo und Valgrana.

## Geschichte

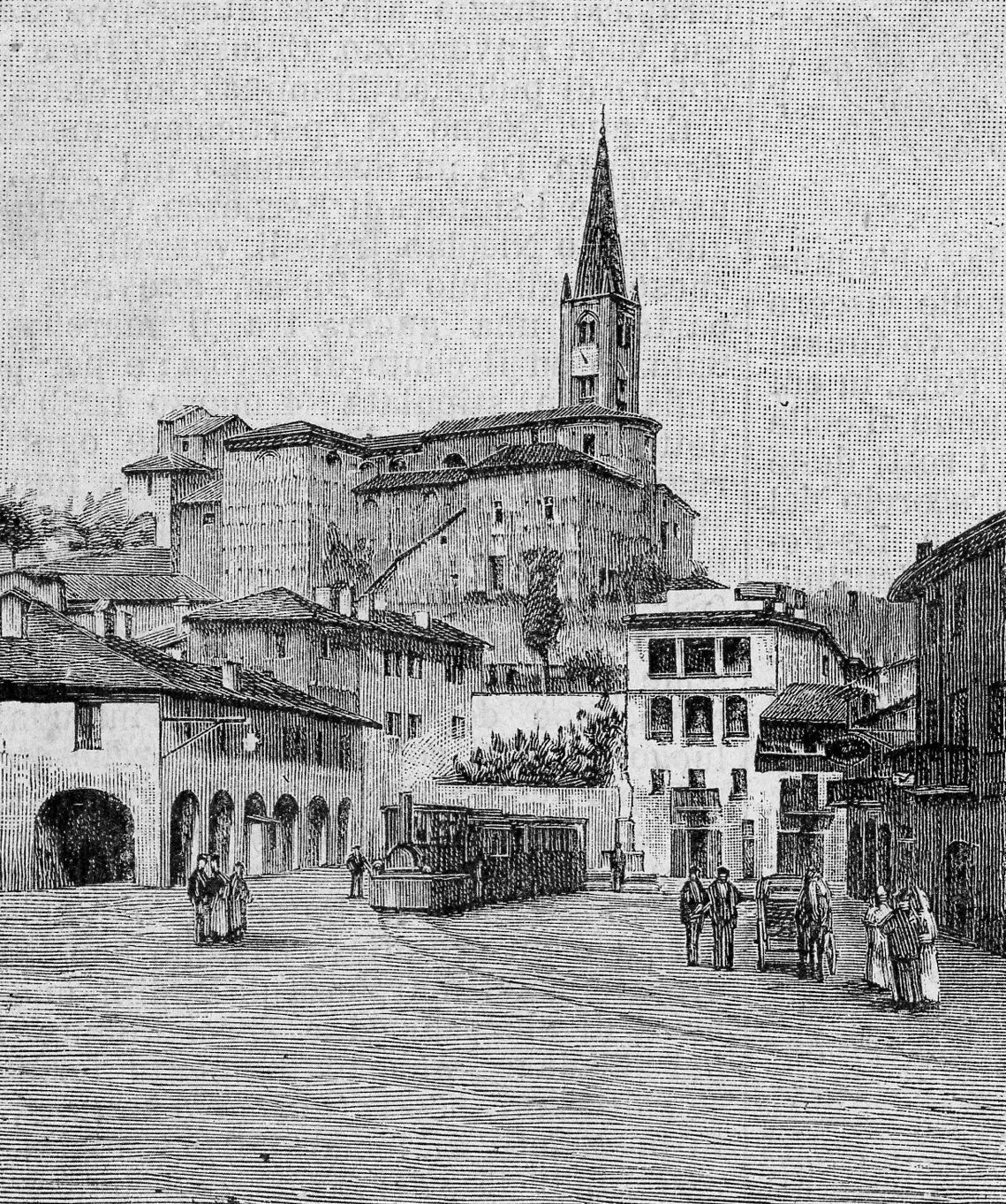
Im Zentrum von Caraglio

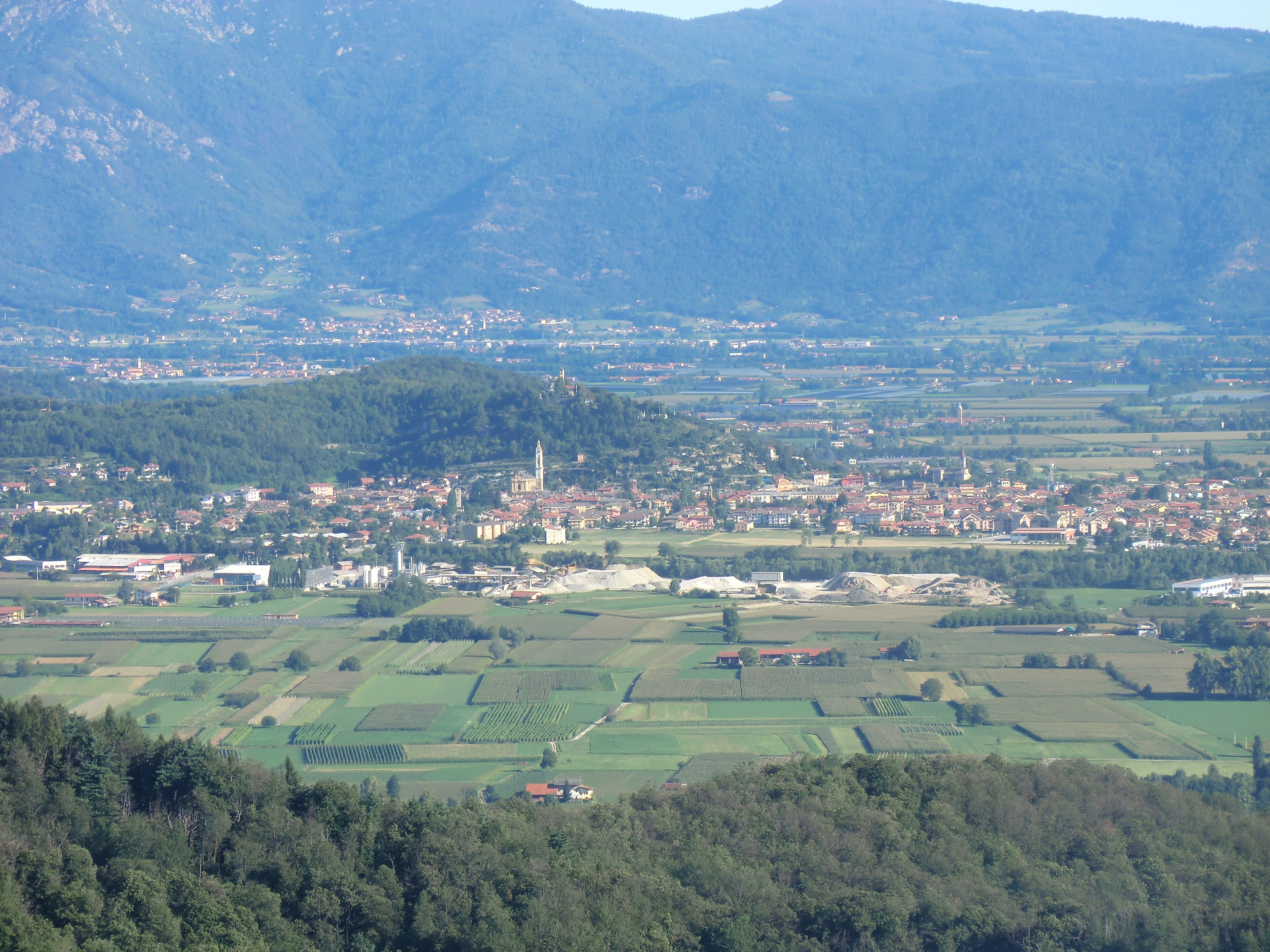
Caraglio

Den in der Umgebung gefundenen archäologischen Funden zufolge war die Gegend um Caraglio seit der Römerzeit bewohnt und wurde in einem sehr wichtigen Bereich entlang des Straßennetzes nach Gallien errichtet. Aller Wahrscheinlichkeit es mit dem antiken FORUM GERMANORUM identifiziert. Der Ortsname, der in mittelalterlichen Dokumenten in den Formen „Chadralius“, „Cadralius“, „Caralius“, „Caraglius“, „Caaralius“, „Caarallius“ und „Quadralius“ vorkommt, leitet sich vom lateinischen QUADRATULUS ab, der Verkleinerungsform von QUADRATUS zur römischen Landschaft der Jahrhundertwende.
Seit mindestens dem 10. Jahrhundert mit Befestigungsanlagen ausgestattet, gehörte es bis zur Mitte des 12. Jahrhunderts den Markgrafen von Saluzzo, denen verschiedene Herren folgten. Anschließend wurde es Teil des Staates Savoyen und verzeichnete im 17. und 18. Jahrhundert dank der Entwicklung der Landwirtschaft und der Seidenraupenzucht ein wirtschaftliches Wachstum, was die Gründung einiger Spinnereien begünstigte.

## Sehenswürdigkeiten
- Die Pfarrkirche Mariä Himmelfahrt
- Die Kirche der Heiligen Peter und Paul mit romanischem Grundriss und barocker Fassade.
- Die Kirche San Giovanni mit Fresken aus dem 15. Jahrhundert.
- Die ehemalige Kirche der Bruderschaft.
- Das Heiligtum der Madonna del Castello
- Die Kirche Sant’Agnese
- Die Kirche und das ehemalige Kapuzinerkloster
- Die Casa Bima mit einem wunderschönen spätgotischen Terrakottafenster.
- Villa Vacchetta im Jugendstil
- Die „Rote Spinnerei“ aus dem 16. Jahrhundert, ein großes Gebäude mit Ecktürmen und eindrucksvollen Innenräumen.

## Persönlichkeiten
- Egidio Luigi Lanzo (1885–1973), römisch-katholischer Geistlicher und Ordenspriester

## Partnergemeinden
- Laboulaye
- Château-Arnoux-Saint-Auban